# Ozodicera (Ozodicera) griseipennis
Ozodicera (Ozodicera) griseipennis is een tweevleugelige uit de familie langpootmuggen (Tipulidae). De soort komt voor in het Neotropisch gebied.